# ドン・ディエゴ・ロペス・デ・アロ大通り
ドン・ディエゴ・ロペス・デ・アロ大通り（バスク語 : On Diego Lopez Haroko kale nagusia, スペイン語:  Gran Vía de Don Diego López de Haro）は、スペイン・ビルバオの主要な通りのひとつ。

## 歴史
1300年にビルバオを建設したビスカヤ領主のディエゴ・ロペス・デ・アロ5世が名称の由来である。パブロ・デ・アルソラ、セベリノ・デ・アチュカロ、エルネスト・デ・ホフマイヤーの3人の建築家によってビルバオの拡張が計画された1876年、アバンド区をビルバオに併合させる際に通りの建設が考案された。

## 特徴
ドン・ディエゴ・ロペス・デ・アロ大通りの幅員は50m、延長距離は1.5kmである。ビルバオ＝アバンド駅やビルバオ・ビスカヤ・アルヘンタリア銀行(BBVA)本社ビルの脇にあるシルクラル広場から始まり、ドニャ・カシルダ・イトゥリサル公園やエスタディオ・サン・マメスに近い聖心広場で終わる。シルクラル広場から500m、聖心広場から800mの位置には8方向から道路を集めるモジュア広場がある。東に約3kmの距離の通りの延長線上にはベゴニャ教会の尖塔があり、聖心広場の聖心像、大通り、ベゴニャ教会の尖塔がパリの歴史軸のように一直線に並ぶ。

## 経済
通り沿いはビルバオでもっとも重要な商業地区・業務地区であり、ビルバオ・ビスカヤ・クチャ(BBK)、ビルバオ・ビスカヤ・アルヘンタリア銀行(BBVA)というふたつの銀行が通り沿いに本社を構えている。デパートのエル・コルテ・イングレスは通り沿いに2店舗を持つ。この通り沿いにはスペインでもっとも地価の高い区画のひとつがある。

## ギャラリー

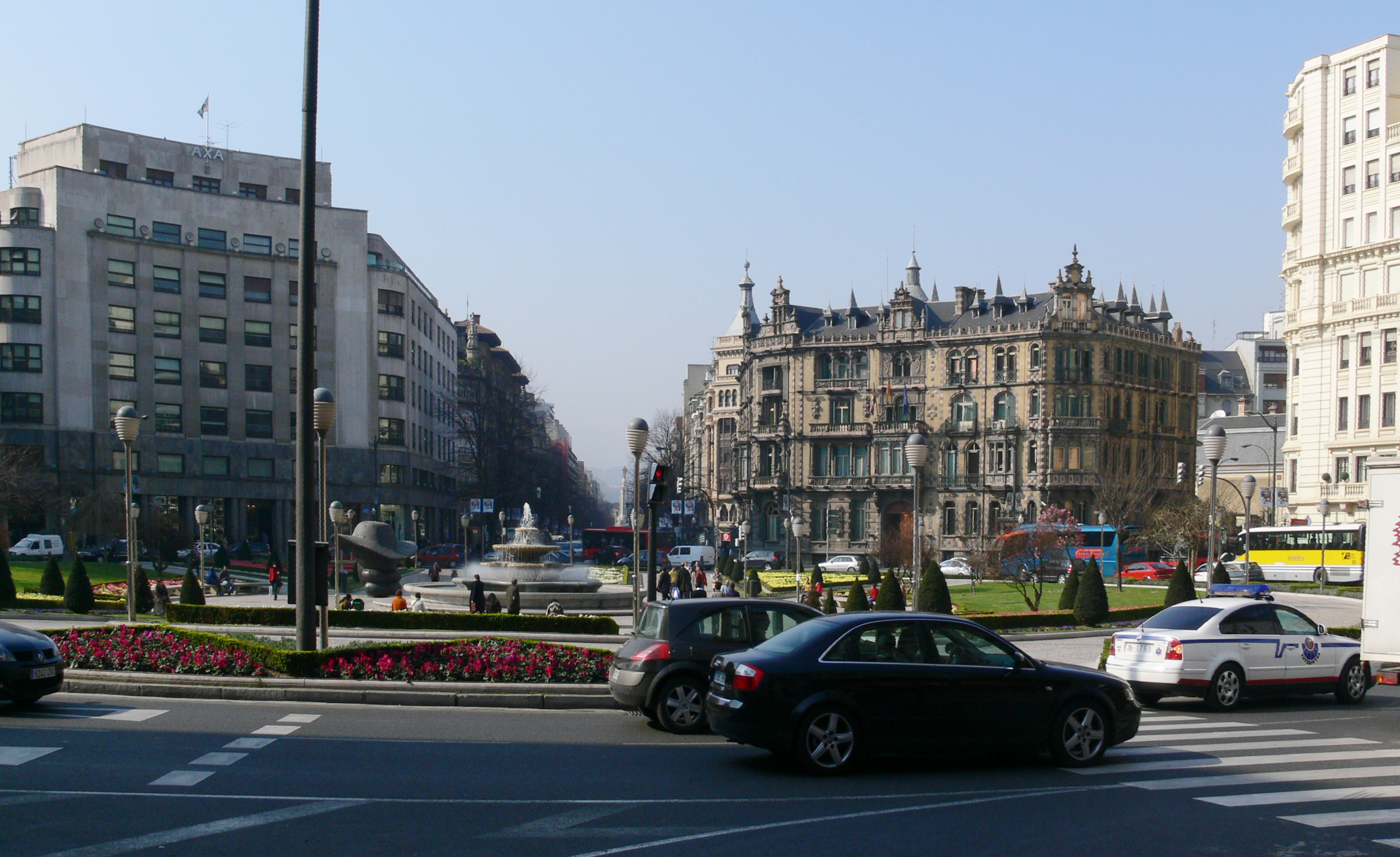
モジュア広場
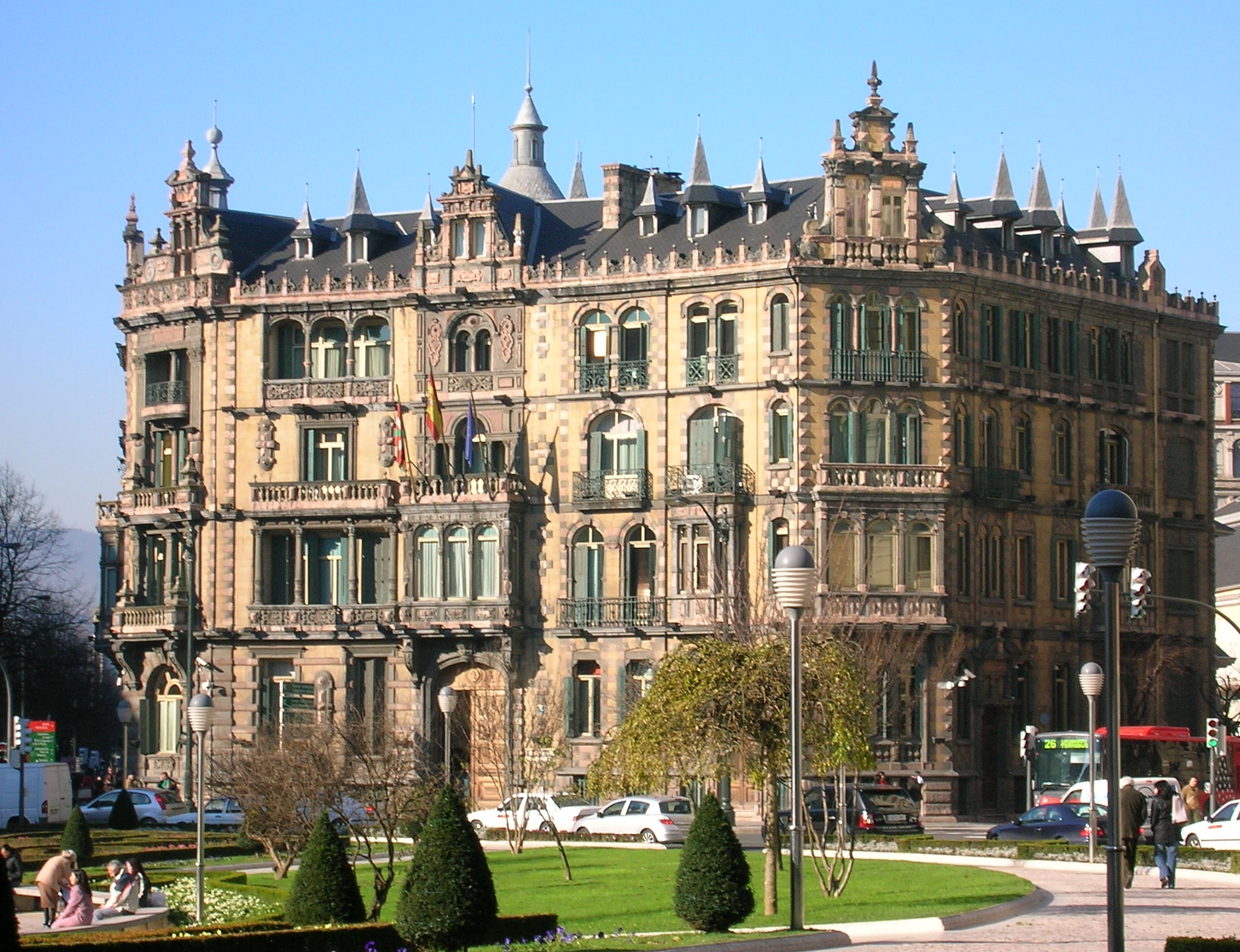
チャバリ宮殿
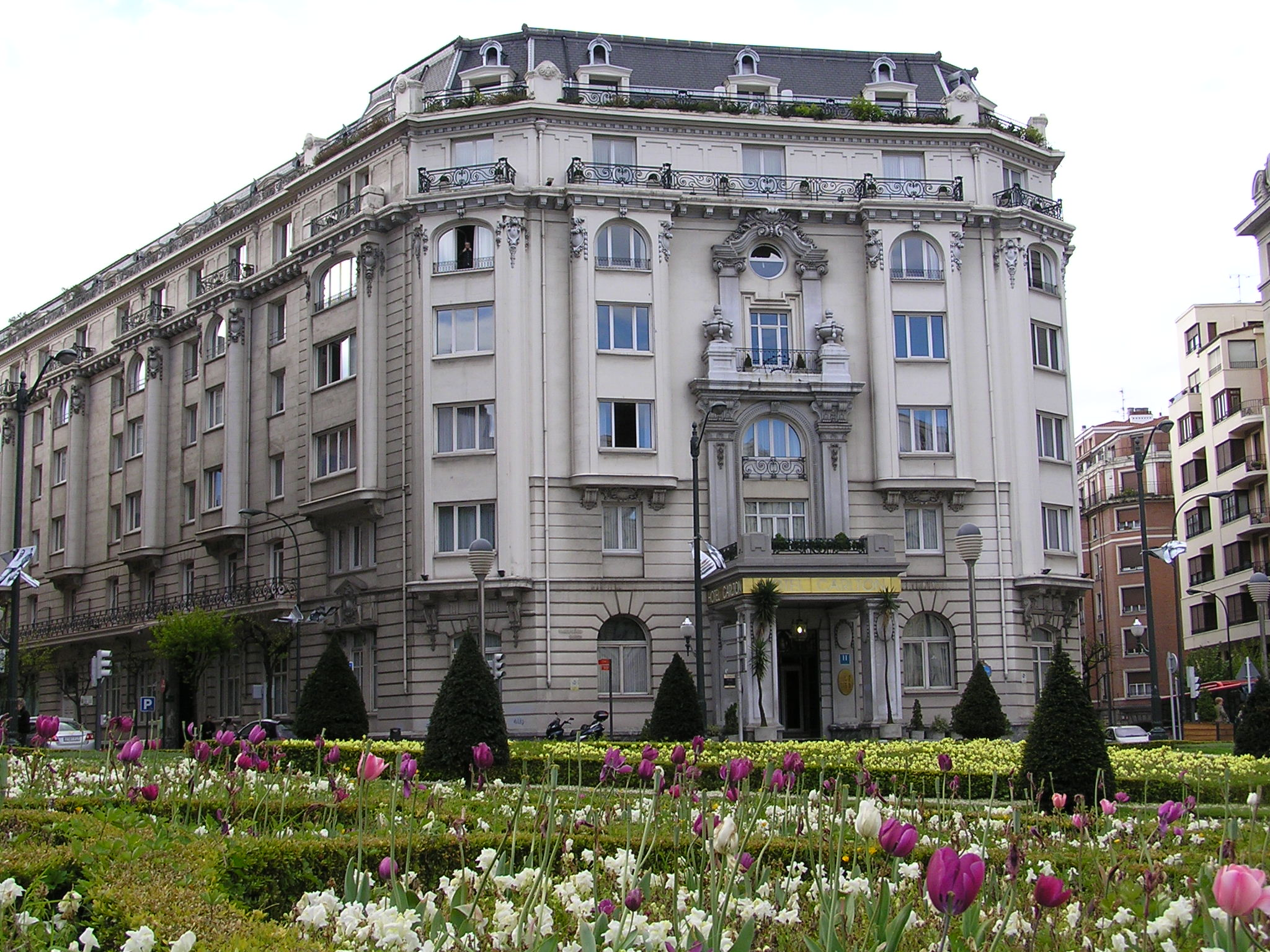
ホテル・カールトン
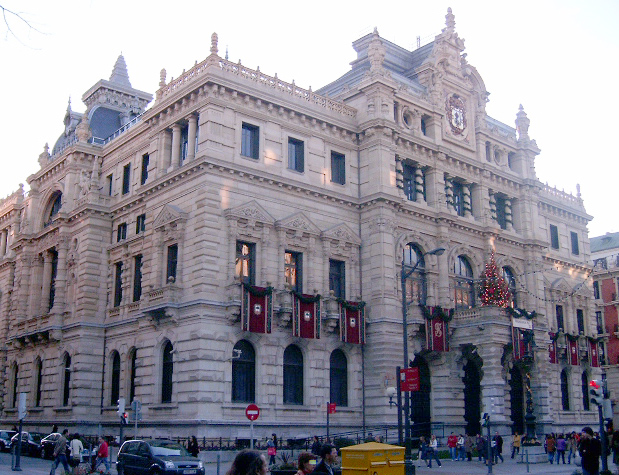
ビスカヤ県議会
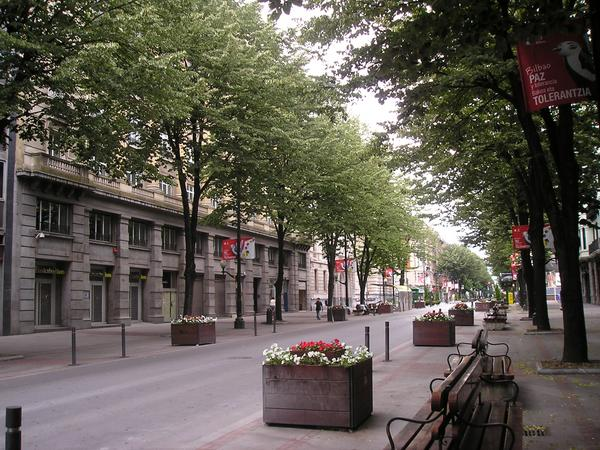
ビスカヤ県議会付近
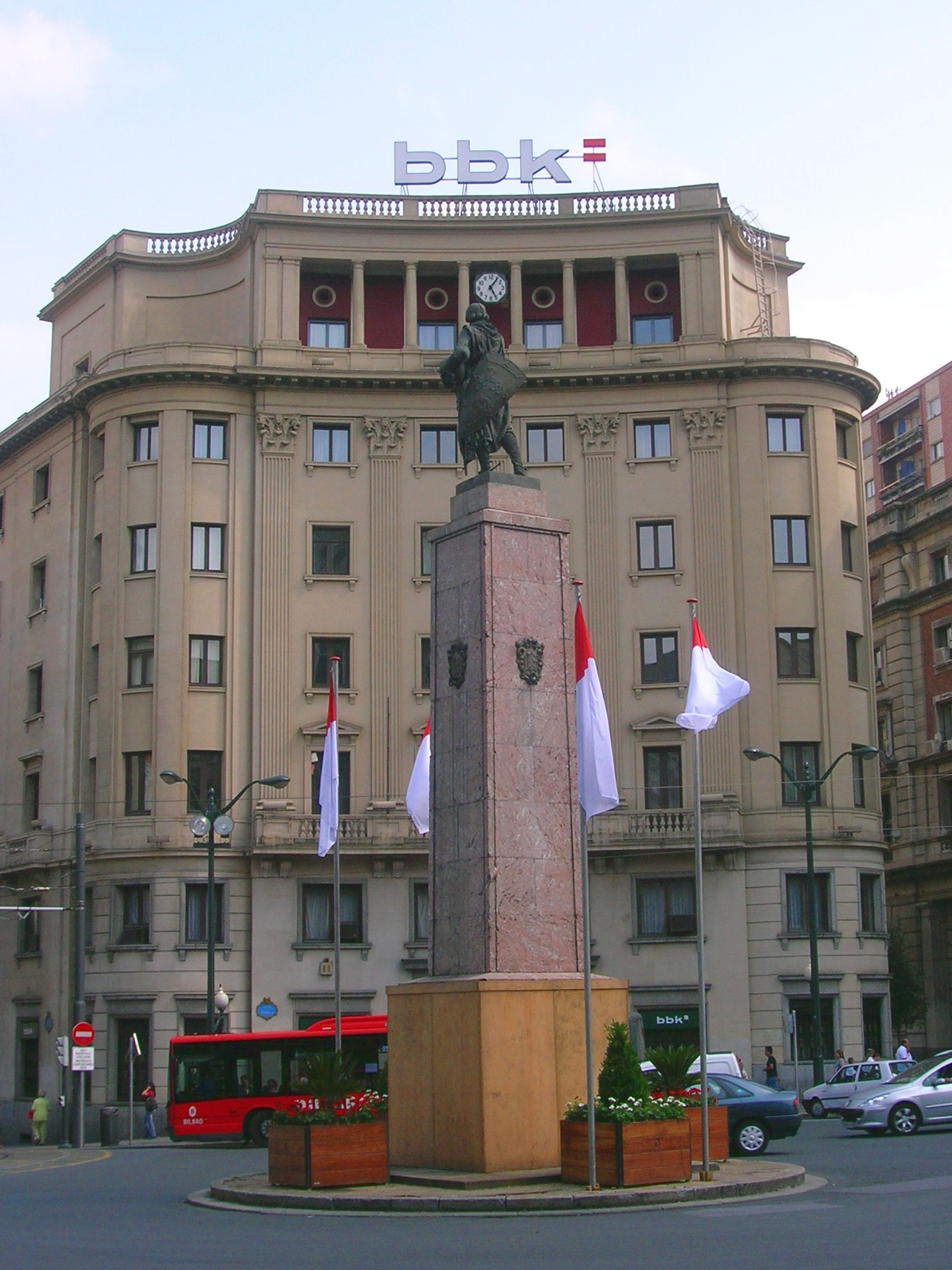
ディエゴ・ロペス・デ・アロ5世の彫像があるビリビラ広場
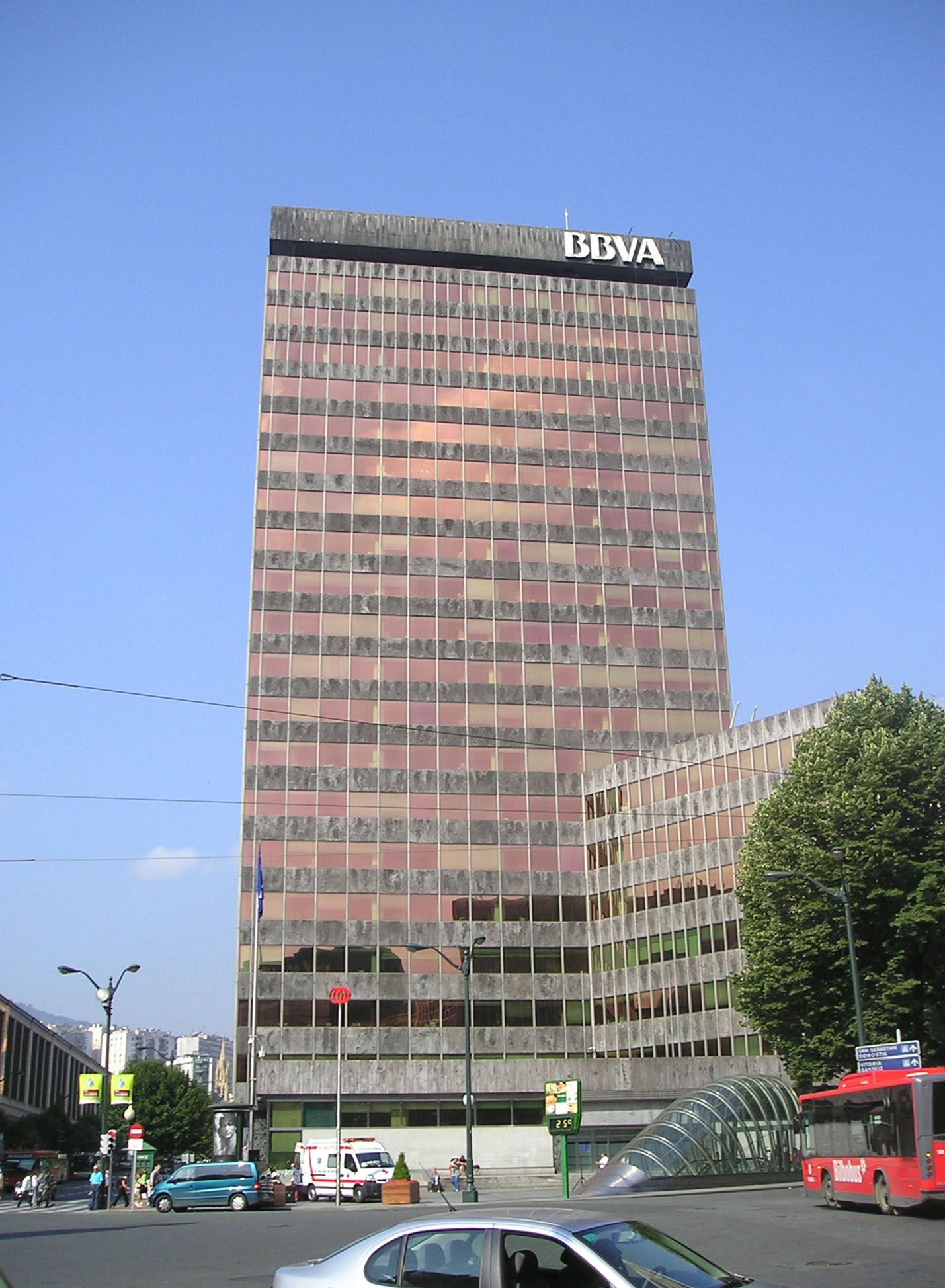
ビルバオ・ビスカヤ・アルヘンタリア銀行(BBVA)本社